# Мохов, Александр Иванович
Алекса́ндр Ива́нович Мо́хов (26 июня 1908, Корчевской уезд, Тверская губерния — 14 января 1982, Москва) — советский полярный лётчик, бортмеханик 1-го класса, участник нескольких высокоширотных воздушных экспедиций и 1-й Советской Антарктической экспедиции, Герой Социалистического Труда (1949). Член ВКП(б) с 1942 года.

## Биография
Родился в 1908 году в деревне Мосеево Корчевского уезда Тверской губернии (ныне не существует, территория  Конаковского округа Тверской области).
С 1933 года работал в Чукотском авиационном отряде Управления полярной авиации Главного управления Северного морского пути при Совете Народных Комиссаров СССР. В августе — сентябре 1937 года в составе экипажа М. Н. Каминского на самолёте П-5 Н-42 участвовал в поисках в Чукотском море пропавшего самолёта Героя Советского Союза С. А. Леваневского.
21 сентября 1938 года на самолёте ПС-7 Н-162 в составе экипажа М. Н. Томилина и первого бортмеханика И. М. Коротаева в районе острова Малый Диомид обнаружил и доставил на базу четырёх гидрологов с полярной станции Уэлен, пропавших 17 сутками ранее и унесённых штормом на катере в Берингов пролив. За успешное выполнение задания экипаж был отмечен благодарностью начальника Управления полярной авиации и премией в размере месячного оклада.
Летал на ледовую разведку и изыскания на первых гидросамолётах Дорнье Валь, КР-6А. Неоднократно выполнял роль бортрадиста. В январе 1939 года получил благодарность от начальника Управления полярной авиации за участие в спецзадании управления Севморпути по оказанию помощи Горной экспедиции в одном из труднодоступных районов Чукотки. В составе экипажа командира Чукотского авиаотряда М. Н. Каминского на самолёте Г-1 Н-174 выполнял роль бортмеханика и одновременно бортрадиста. В том же году «за самоотверженную стахановскую работу по освоению Чукотки» был награждён похвальной грамотой Главного управления Севморпути и значком «Почётный полярник», а также объявлен лучшим бортмехаником Чукотского авиаотряда.
С весны 1940 года — в Московской авиагруппе особого назначения Управления полярной авиации ГУСМП при СНК СССР. В качестве радиста вылетал на ледовую разведку в экипаже И. С. Котова на самолёте ПС-7 Н-277 в Восточный сектор Арктики.
Во время Великой Отечественной войны проходил службу бортмехаником-радистом в Беломорском отряде полярной авиации, обеспечивая работу самолёта СБ-01, прикомандированного к Беломорской военной флотилии во время ответственных вылетов на ледовую разведку.
После войны продолжил службу в Московской авиагруппе. В должности старшего механика участвовал в ряде высокоширотных воздушных экспедиций в Арктике, в том числе «Север-2» (март — май 1948 года), «Север-4» (апрель — май 1949 года), «Север-5» (март — май 1950 года), «Север-6» (март — май 1954 года), которые проводились совместно с Военно-воздушными силами и Воздушно-десантными войсками Вооружённых Сил СССР. Работа экспедиций была организована методом «прыгающих групп». В разные части Арктического бассейна забрасывались отряды исследователей. Количество таких точек в 1949 году дошло до тридцати. Вылетал на ледовую разведку, определяя районы будущих ледовых аэродромов и полярных станций.
Экспедиция «Север-4» завершилась 16 мая 1949 года беспосадочным перелётом самолёта Пе-8 СССР-Н396 под командованием В. С. Задкова с базы № 5 (88° с. ш., 170° в. д.) через Северный полюс в Москву. В этом полёте выполнял роль бортмеханика самолёта.
Указом Президиума Верховного Совета СССР от 6 декабря 1949 года («закрытым») за исключительные заслуги перед государством в деле изучения и освоения Арктики Александру Ивановичу Мохову присвоено звание Героя Социалистического Труда с вручением ордена Ленина и золотой медали «Серп и Молот».
В июне — сентябре 1950 года в составе экипажа летающей лодки КМ-2 Н-486 Героя Советского Союза И. И. Черевичного принимал участие в океанографической экспедиции А-127 в море Лаптевых. Целю этой экспедиции являлось снабжение дрейфующей полярной станции «Северный полюс-2». Результатом экспедиции явилось обследование Арктического бассейна, включая район Северного полюса, моря Бофорта, океанских акваторий вблизи Аляски, Канады и Гренландии. Были открыты подводный хребет Ломоносова и Канадско-Таймырская магнитная аномалия. Кроме того, выполнены программы испытаний по боевому применению военных самолётов в высоких широтах, проведён поиск арктических ледовых аэродромов для базирования истребителей и бомбардировщиков.
В январе 1952 года участвовал в открытии авиабазы «Нагурская» на острове Земля Александры (архипелаг Земля Франца-Иосифа).
В 1955—1957 годах принимал участие в 1-й Советской Антарктической экспедиции.
Умер в Москве 14 января 1982 года. Похоронен на Ваганьковском кладбище (40-й участок).

## Награды
- Золотая медаль «Серп и Молот» (06.12.1949)
- орден Ленина (06.12.1949)
- орден Отечественной войны II степени (02.12.1945)
- два ордена Трудового Красного Знамени (19.05.1954, 29.08.1955)
- орден «Знак Почёта» (01.05.1944)
- медаль «За боевые заслуги» (31.05.1945)
- медаль «За трудовое отличие» (03.05.1940)
- медаль «За оборону Советского Заполярья»
- медаль «За победу над Германией в Великой Отечественной войне 1941—1945 гг.»
- Почётный полярник (1939)